# 音響測定艦
音響測定艦（おんきょうそくていかん）は、現代の軍艦の一種。艦種記号は、アメリカ海軍ではT-AGOS（Auxiliary General Ocean Surveillance Ship）、海上自衛隊ではAOS（Auxiliary Ocean Surveillance Ship）。武装はほとんど施されていないが、長大な曳航ソナーシステム（AN/UQQ-2 SURTASS）を搭載し、それによる潜水艦の探知を目的とする。

## 概要
アメリカ海軍では、1940年代より海洋における音波伝搬の研究に着手した。これはまず、墜落した航空機搭乗員の位置を局限するシステムとして結実したが、低周波の遠距離伝播という特性から、まもなく潜水艦の広域捜索への応用可能性が注目され、1960年末よりSOSUSとして実戦配備された。当時、水上航走やシュノーケル航走が不要な原子力潜水艦の配備が進展したことで、レーダーやアクティブ・ソナーなどによる探知可能性は極めて低くなっていたのに対し、原子力潜水艦は常に原子炉や蒸気タービンからノイズを発生するという特性があり、パッシブ・ソナーによる聴知は有望と期待された。SOSUSはこのパッシブ対潜戦システムの中核として、対潜捜索に非常に活躍した。
しかしソビエト連邦は諜報活動などによってこのパッシブ対潜戦システムの重要性に気づき、1970年代中期より、ヴィクターIII型SSN（671RTM型）やチャーリーII型SSGN（670M型）、デルタ型SSBN（667B型）など、対抗策を講じて静粛性を格段に向上させた潜水艦の艦隊配備を開始した。これにより、アメリカ軍のパッシブ対潜戦システムの効果は減殺されはじめていた。
このことから、SOSUSを補完して機動的運用される広域捜索センサーとして開発されたのがSURTASSである。アメリカ海軍では、1960年代よりリニアアレイを用いた長距離探知の研究に着手しており、まず第一世代のシステムとして、1967年にAN/SQR-14、1971年にAN/SQR-15が配備されていた。SURTASSはAN/SQR-15を代替して、1984年より配備された。1985年には、SOSUSとSURTASSの組み合わせは、統合水中監視システム（IUSS）として認知された。そしてそのSURTASSの搭載艦として配備されているのが音響測定艦であり、アメリカ海軍では軍事海上輸送司令部（MSC）の要員により運用されているため、T-AGOSの船体分類記号が付されている。

## 音響測定艦の一覧
アメリカ海軍
- ストルワート級音響測定艦
  - AGOS-1 ストルワート（USNS Stalwart）
  - AGOS-2 コンテンダー（USNS Contender）
  - AGOS-3 ヴィンディケイター（USNS Vindicator）
  - AGOS-4 トライアンフ（USNS Triumph）
  - AGOS-5 アシューランス（USNS Assurance）
  - AGOS-6 パシスタント（USNS Persistent）
  - AGOS-7 インドミタブル（USNS Indomitable）
  - AGOS-8 プリヴェイル（USNS Prevail）
  - AGOS-9 アサーティヴ（USNS Assertive）
  - AGOS-10 インヴィンシブル（USNS Invincible） ：ミサイル追跡艦に改装され、T-AGM-24と改名
  - AGOS-11 オーデイシャス（USNS Audacious）
  - AGOS-12 ボールド（USNS Bold）
  - AGOS-13 アドヴェンチャラス（USNS Adventurous）
  - AGOS-14 ワーシー（USNS Worthy）
  - AGOS-15 タイタン（USNS Titan）
  - AGOS-16 ケイパブル（USNS Capable）
  - AGOS-17 ティネイシャス（USNS Tenacious）：ニュージーランド海軍で海洋調査船「レゾリューション」として再就役
  - AGOS-18 リレントリス（USNS Relentless）
- ヴィクトリアス級音響測定艦
  - AGOS-19 ヴィクトリアス（USNS Victorious）
  - AGOS-20 エイブル（USNS Able）
  - AGOS-21 エフェクティヴ（USNS Effective）
  - AGOS-22 ロイヤル（USNS Loyal）
- インペカブル級音響測定艦
  - AGOS-23 インペッカブル（USNS Impeccable）
  - AGOS-24 インテグリティ（USNS Integrity） ：建造途中で中止

 海上自衛隊
- ひびき型音響測定艦
  - ひびき
  - はりま
  - あき
  - びんご ：建造中

 中国人民解放軍海軍
- 北調991（東遠02）
- 927型
  - 天璇星（780）
  - 天璣星（781）
  - 瑤光星（782)

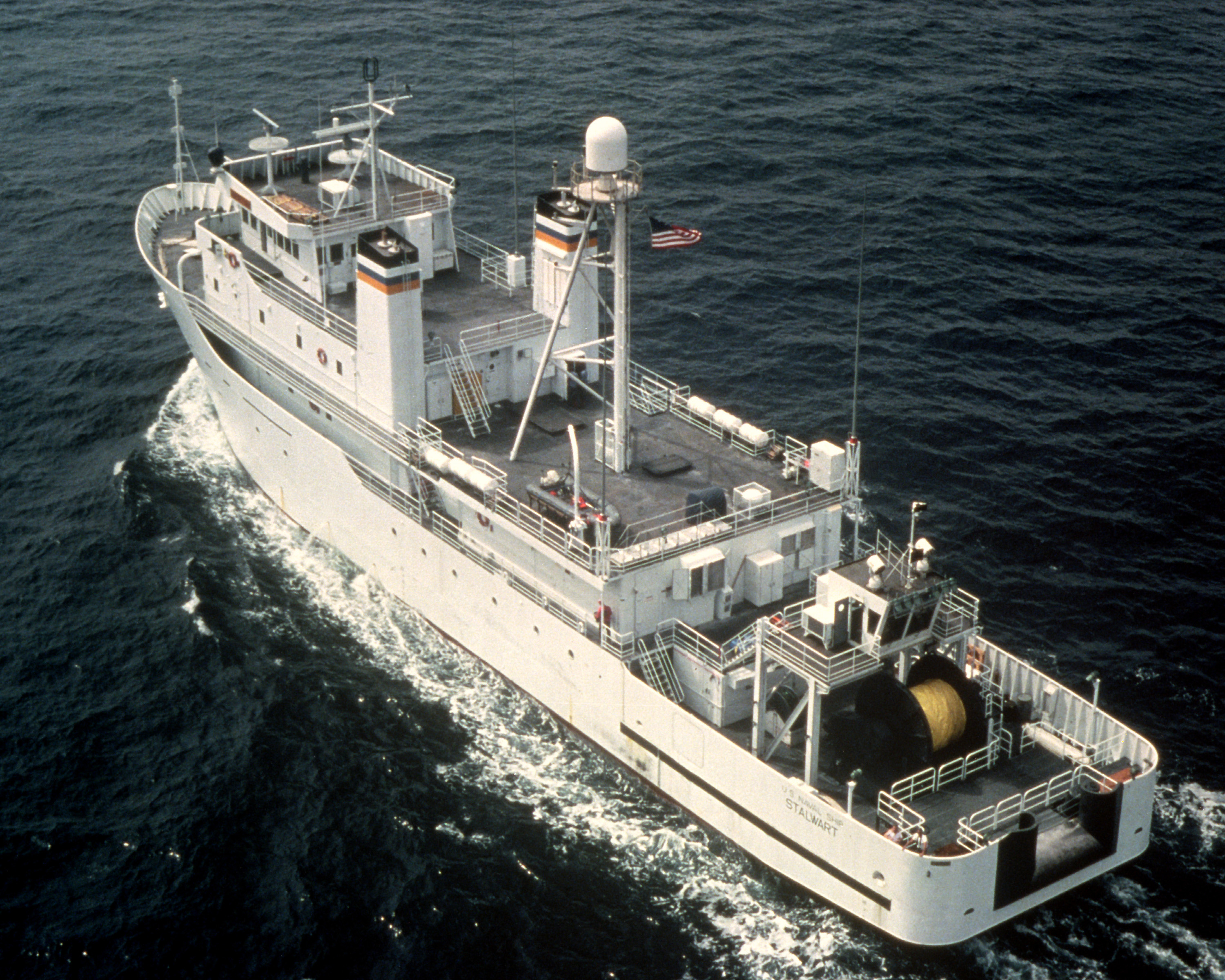
ストルワート（アメリカ海軍）
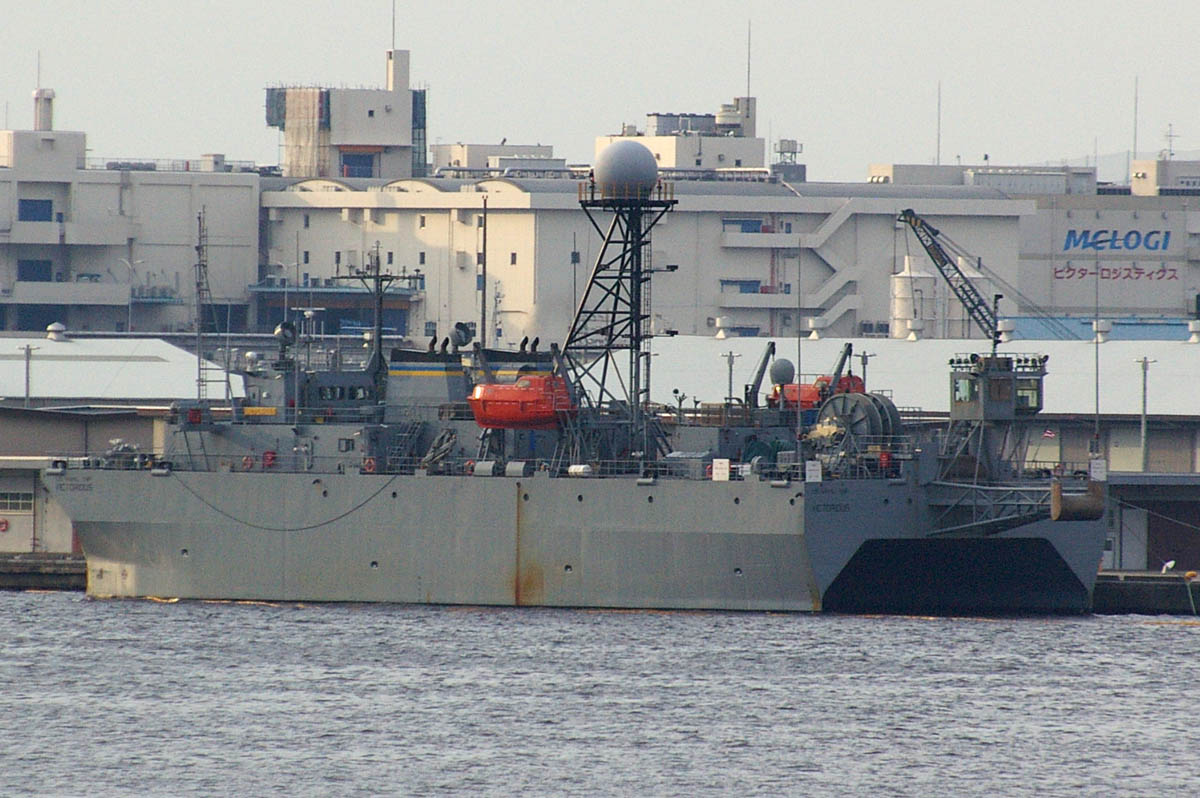
ヴィクトリアス（アメリカ海軍）
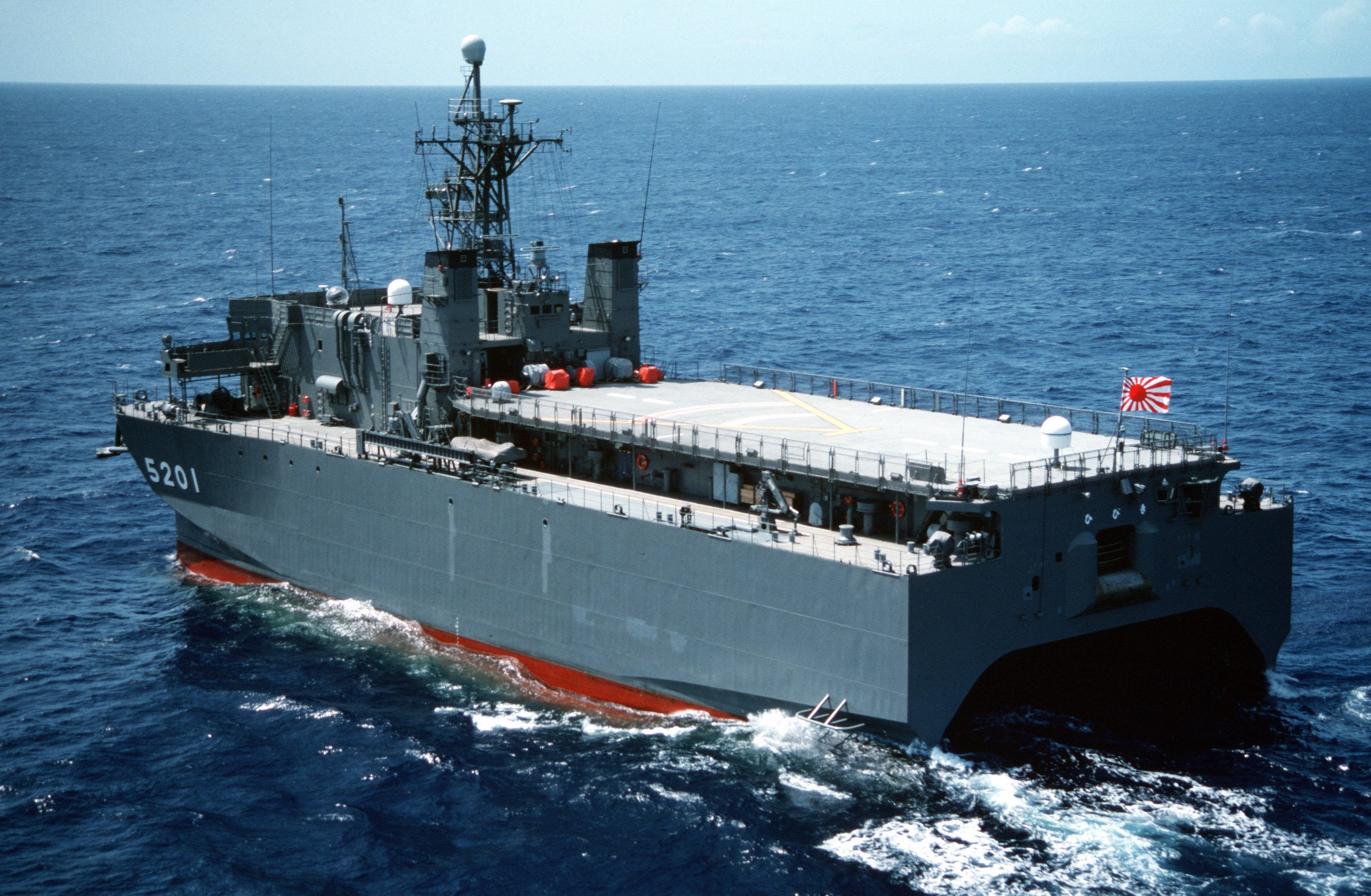
ひびき（海上自衛隊）